# Takahashi Toyoji
Takahashi Toyoji (1913 - 5 tháng 3 năm 1940) là một cầu thủ bóng đá người Nhật Bản.

## Đội tuyển bóng đá quốc gia Nhật Bản
Takahashi Toyoji được triệu tập vào đội tuyển Nhật Bản tham dự Thế vận hội Mùa hè 1936.